# Escoles (Horta de Sant Joan)
Escoles és una obra d'Horta de Sant Joan (Terra Alta) inclosa a l'Inventari del Patrimoni Arquitectònic de Catalunya.

## Descripció
Edifici de planta gairebé rectangular amb dues façanes, la principal al carrer Medi Natural (abans Mestre Guàrdia) i la posterior al carrer Doctor Esteban Messeguer.
La façana principal consta de planta baixa i dos pisos. És tota arrebossada i pintada de color blanc, tot ocultant el paredat i l'aparell de carreus de pedra originari que envoltava totes les obertures. Actualment només resten a la vista els carreus de l'arc rebaixat que fa d'accés a la planta baixa, els mitgers i els que fan de separació entre la planta baixa i el primer pis. Les obertures dels dos pisos són força regulars, mentre que les de la planta són desiguals. Sobre la porta d'accés, just a l'eix central de la façana, hi ha el finestral d'un balcó tapiat que en el seu moment va aprofitar-se per a encabir-hi un plafó de rajoles amb l'escut de la Guàrdia Civil. En l'actualitat ja no hi són. La façana posterior només té planta baixa i pis degut al desnivell del carrer respecte de la façana principal.

## Història
A la façana se conserva una inscripció sobre bloc de pedra on consta que l'antiga Escola fou feta en temps de Carles IV l'any 1797 (SE EDIFICO A EX-/PENSAS DE ORTA / REND. CARLOS IV). L'any 1985 va rehabilitar-se íntegrament la façana principal quan va passar a ser caserna de la Guàrdia Civil durant uns anys.